# Bunderbeek (Bunde)
De Bunderbeek is een beek in Nederlands Zuid-Limburg in de gemeente Meerssen. De beek ligt bij Bunde op de rechteroever van de Maas en heeft een lengte van ongeveer 450 meter.
Op ongeveer 250 meter noordelijker ligt de bron van de Stalebeek en op ongeveer 50 meter naar het zuiden ligt de noordelijke tak van de Zavelbeek.

## Ligging
De beek ligt op de westelijke helling van het Centraal Plateau in de overgang naar het Maasdal. De bron van de beek ligt in het Bunderbos op de helling ten noorden van Bunde en ten zuidoosten van Brommelen. In het hellingbos ontspringt de beek ten oosten van de spoorlijn Maastricht - Venlo en stroomt ze in noordwestelijke richting. Bij de spoorlijn maakt de beek een haakse bocht, stroomt ongeveer 50 meter langs de spoorlijn en gaat vervolgens eronder door. De beek vervolgt zo'n 100 meter in noordwestelijke richting, buigt 90 graden, stroomt 50 meter in zuidwestelijke richting, buigt nog eens 90 graden en stroomt verder in noordwestelijke richting. De beek mondt aan de rand van het bos uit in de Stalebeek. De Stalebeek vloeit verderop samen met de Rijnbeek tot de Verlegde Broekgraaf, die op haar beurt bij Kasteel Geulle samenvloeit met de Molenbeek en de Zandbeek om de Oude Broekgraaf te vormen die uiteindelijk in de Maas uitmondt.

## Geologie
De Bunderbeek ontspringt ten zuiden van de Geullebreuk op een hoogte van ongeveer 67 meter boven NAP. Op deze hoogte (ten oosten van de spoorlijn) dagzoomt klei uit het Laagpakket van Kleine-Spouwen dat in de bodem een ondoorlatende laag vormt, waardoor het grondwater op deze hoogte uitstroomt.

## Geschiedenis
Rond 1928 werd de spoorlijn gereconstrueerd en ten behoeve hiervan werden op meerdere plekken ontwateringslossingen gegraven, zodat onderloopsheid van de spoordijk werd voorkomen. Eerder was de bodem van de spoordijk door verzadiging met het vele bronwater meermaals verzakt. De Bunderbeek is vroeger ten westen van de spoorlijn rechtgetrokken en kwam toen te liggen tussen verhoogde oevers. Aan het begin van de 21e eeuw werd de beek vrijgelaten uit haar rechte en opgeleide beekloop en kan sindsdien weer vrij stromen.